# Comté de Pepin
Le comté de Pepin est un comté situé dans l'État du Wisconsin aux États-Unis. Son siège est Durand. Selon le recensement de 2000, sa population était de 7 213 habitants.